# St. Stephan (Bad Langensalza)

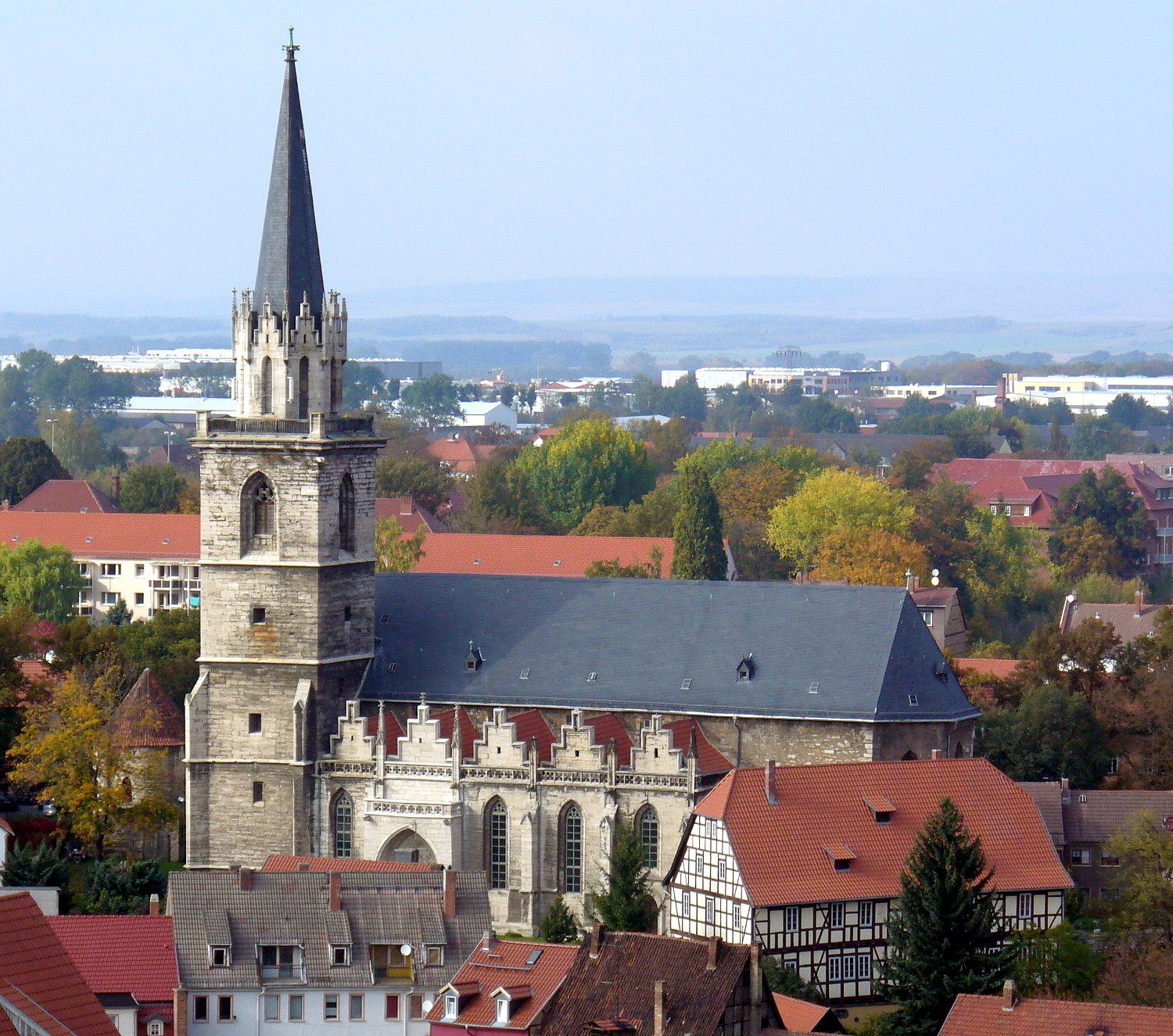
Die Bergkirche St. Stephan

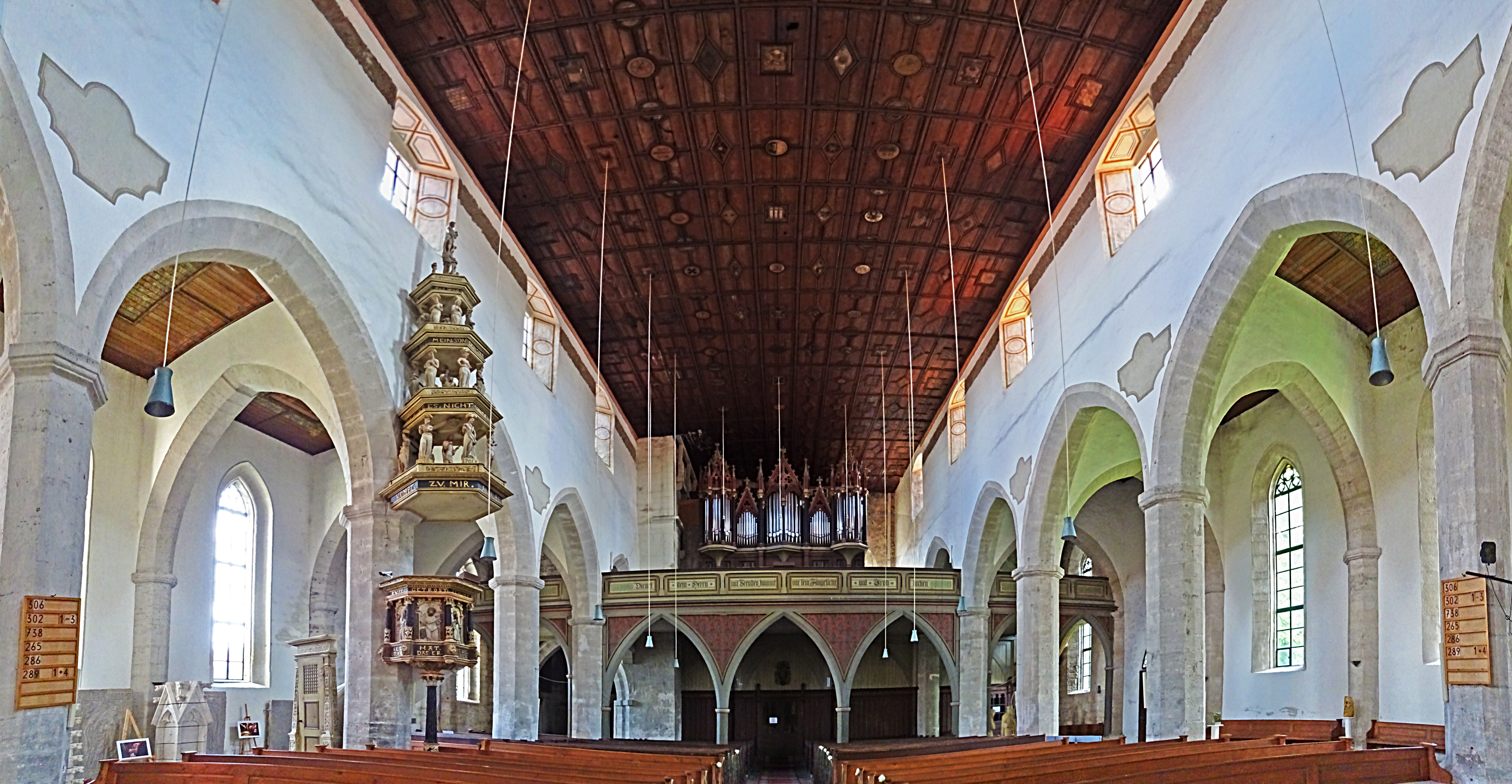
Innenraum-Panorama

Die evangelische Bergkirche St. Stephan steht in Bad Langensalza im Unstrut-Hainich-Kreis in Thüringen. Sie gehört zur Kirchengemeinde Bad Langensalza im Kirchenkreis Mühlhausen der Evangelischen Kirche in Mitteldeutschland.

## Geschichte
Das im Jahr 1196 erstmals urkundlich als Kapelle erwähnte Gotteshaus ist der älteste Sakralbau in Bad Langensalza. Aus einer ursprünglichen Mönchskapelle entwickelte sich die Kirche durch Um- und Anbauten.
1394 erfolgte der gotische Umbau. Die Glasfenster sind Stiftungen der Bürger im 19. Jahrhundert. An den Decken sind heute noch die Wappen der Spenderfamilien zu sehen. Die Kanzel wurde 1590 im Renaissancestil aufgebaut.

## Orgel

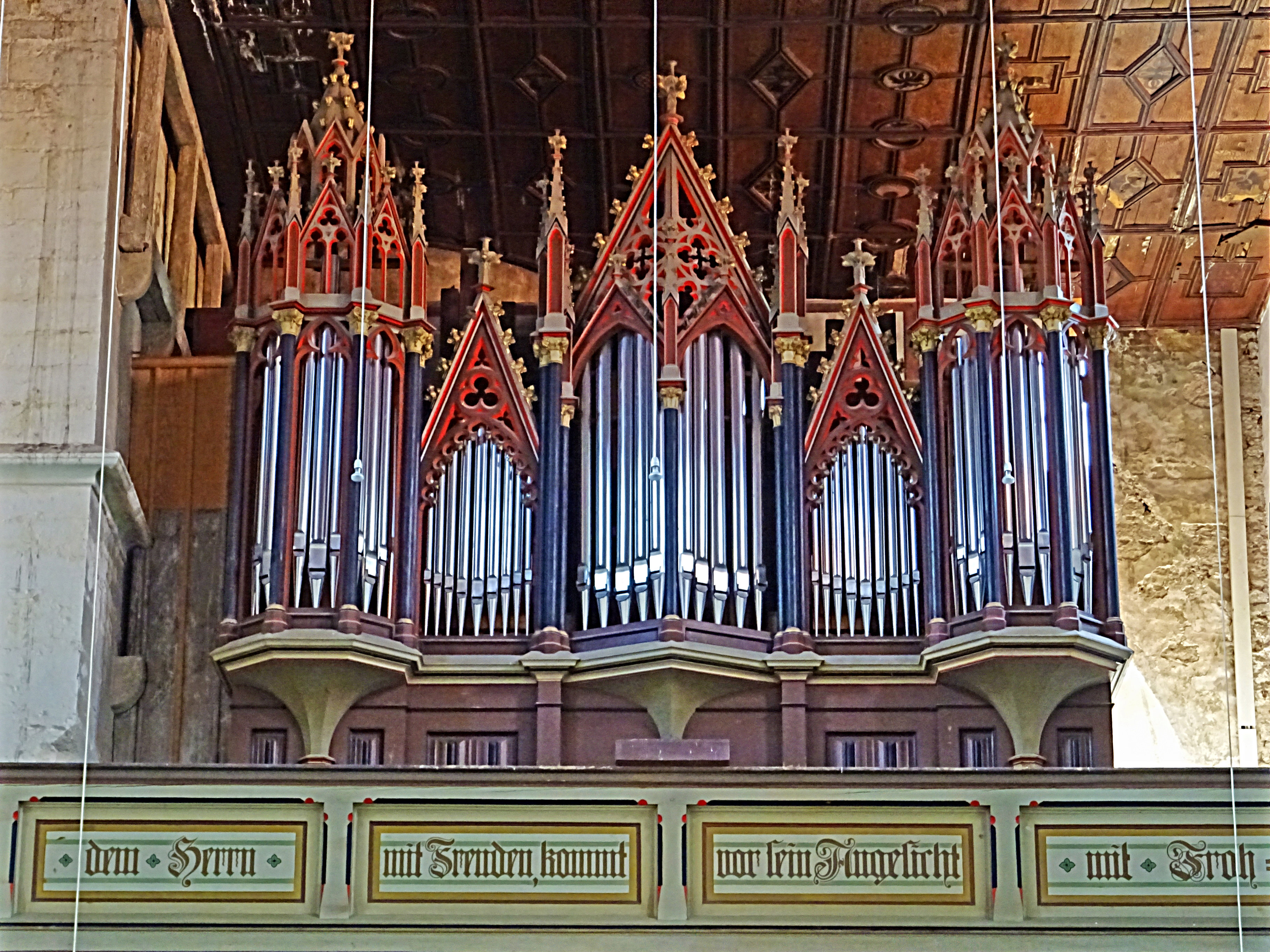
Orgel von Friedrich Petersilie

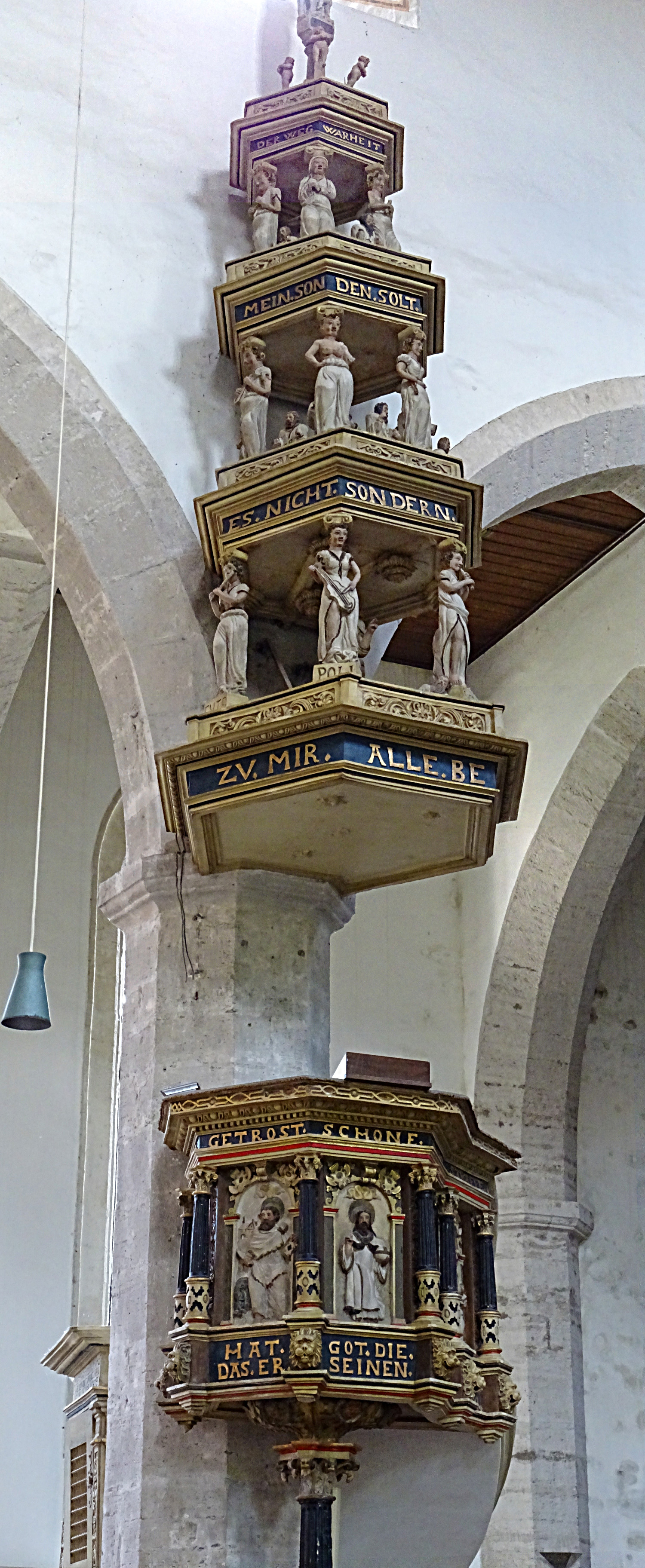
Kanzel von 1590

Die Orgel der Kirche wurde 1884/1985 von dem Bad Langensalzaer Orgelbauer Friedrich Petersilie erbaut. Es handelt sich um ein romantisches Werk mit mechanischer Traktur und Barkerhebeln. Nach mehreren Umbauten wurde das Instrument 1996 auf den Ursprungszustand restauriert. Als Besonderheit verfügt es über ein Fernwerk. Die Disposition lautet wie folgt:
| I Hauptwerk C–f3 |        |
| Prinzipal        | 16′    |
| Bordun           | 16′    |
| Principal        | 08′    |
| Doppel Gedackt   | 08′    |
| Hohlflöte        | 08′    |
| Viola Di Gamba   | 08′    |
| Quintflöte       | 5 1⁄3′ |
| Octave           | 04′    |
| Hohlflöte        | 04′    |
| Octave           | 02′    |
| Cymbel III       |        |
| Cornett II       |        |
| Mixtur IV–V      |        |
| Trompete         | 08′    |

| II Oberwerk C–f3  |     |
| Tibia major       | 16′ |
| Geigen Principal  | 08′ |
| Lieblich Gedackt  | 08′ |
| Flauto Harmonica  | 08′ |
| Salicional        | 08′ |
| Geigen Principal  | 04′ |
| Flauto amabile    | 04′ |
| Flautino          | 02′ |
| Progressiv II–III |     |
| Oboe              | 08′ |

| III Fernwerk C–f3 |     |
| Harmonica         | 08′ |
| Concert Flöte     | 08′ |
| Vox coelestis     | 08′ |
| Flauto Harmonica  | 04′ |

| Pedal C–d1    |         |
| Principalbass | 16′     |
| Subbass       | 16′     |
| Violon        | 16′     |
| Quintbass     | 10 2⁄3′ |
| Octavbass     | 08′     |
| Flötenbass    | 08′     |
| Violon Cello  | 08′     |
| Mixtur III    |         |
| Posaune       | 16′     |

- Koppeln: II/I, III/II, I/P, II/P
- Spielhilfen: feste Kombinationen: Piano, Mezzoforte, Forte, Fortissimo (als Tritte); Schweller: Fernwerk